# Aport Mall
Die Aport Mall ist das größte Einkaufszentrum in Kasachstan und Zentralasien. Es befindet sich im Westen Almatys. Die Aport Mall beherbergt mehr als 40 Geschäfte sowie den Vergnügungspark Funky Park, ein Kino  mit fünf Sälen und 1.120 Sitzplätzen und mehrere Supermärkte und Restaurants.
Unter den Geschäften des Einkaufszentrums finden sich auch internationale Unternehmen, wie etwa Adidas, Castro Mode oder Nike. Die beiden Hypermärkte sind Ramstore und Kazmart.